# Schlossgarten (Kiel)

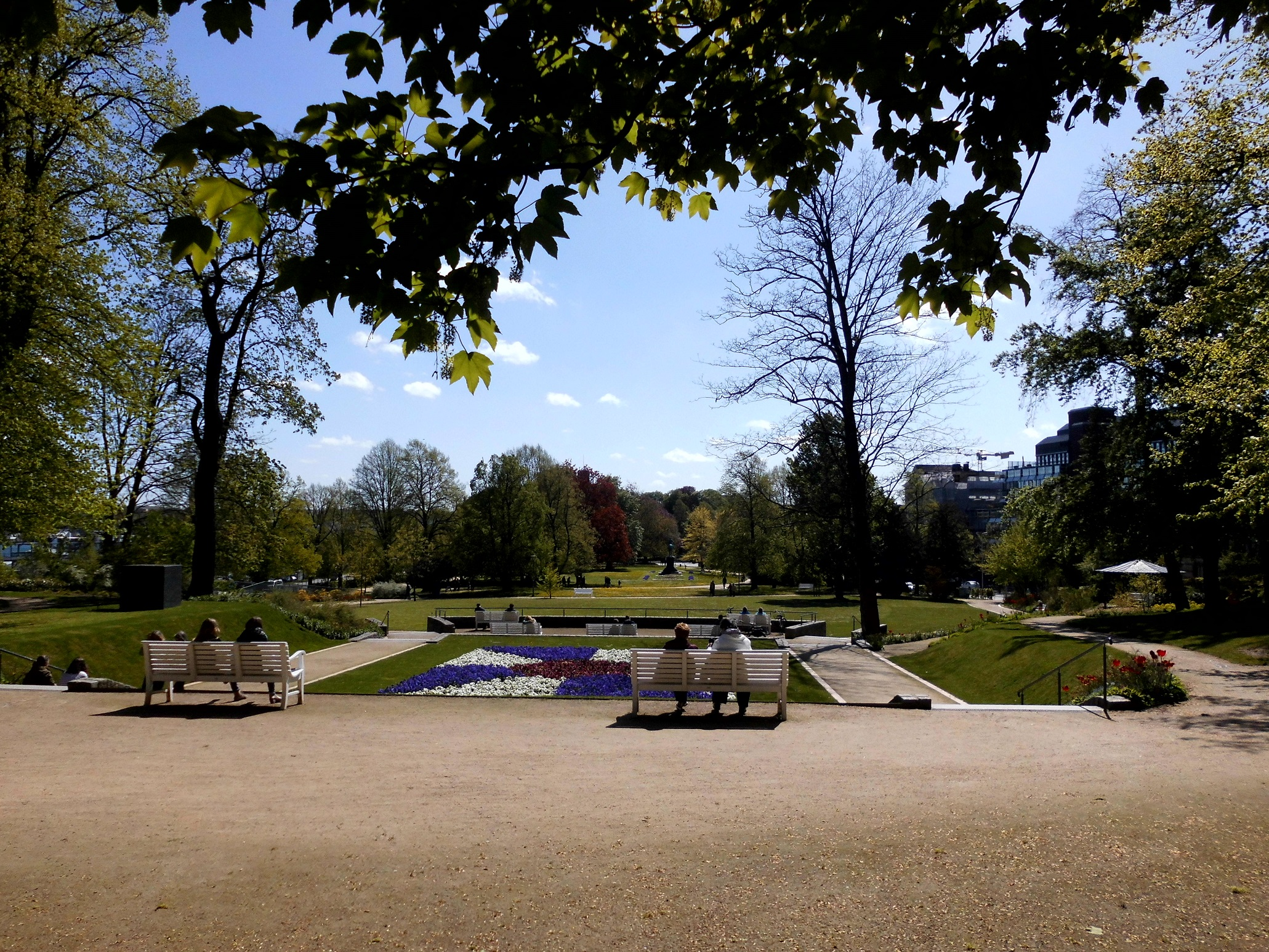
Le parc en mai 2015.

Le Schlossgarten (ou Schloßgarten, jardin du château) est un jardin public situé à Kiel, capitale du Schleswig-Holstein dans le nord de l'Allemagne. Il se trouve au nord du château de Kiel, entre la rue du même nom, la Hegewischstraße, le Düsternbrooker Weg et la rue Prinzengarten. Il s'étend sur environ trois hectares, mesure 300 mètres de long pour 100 mètres de large. Dans sa partie nord, l'on trouve le jardin des sculptures de la Kunsthalle de Kiel.

## Histoire

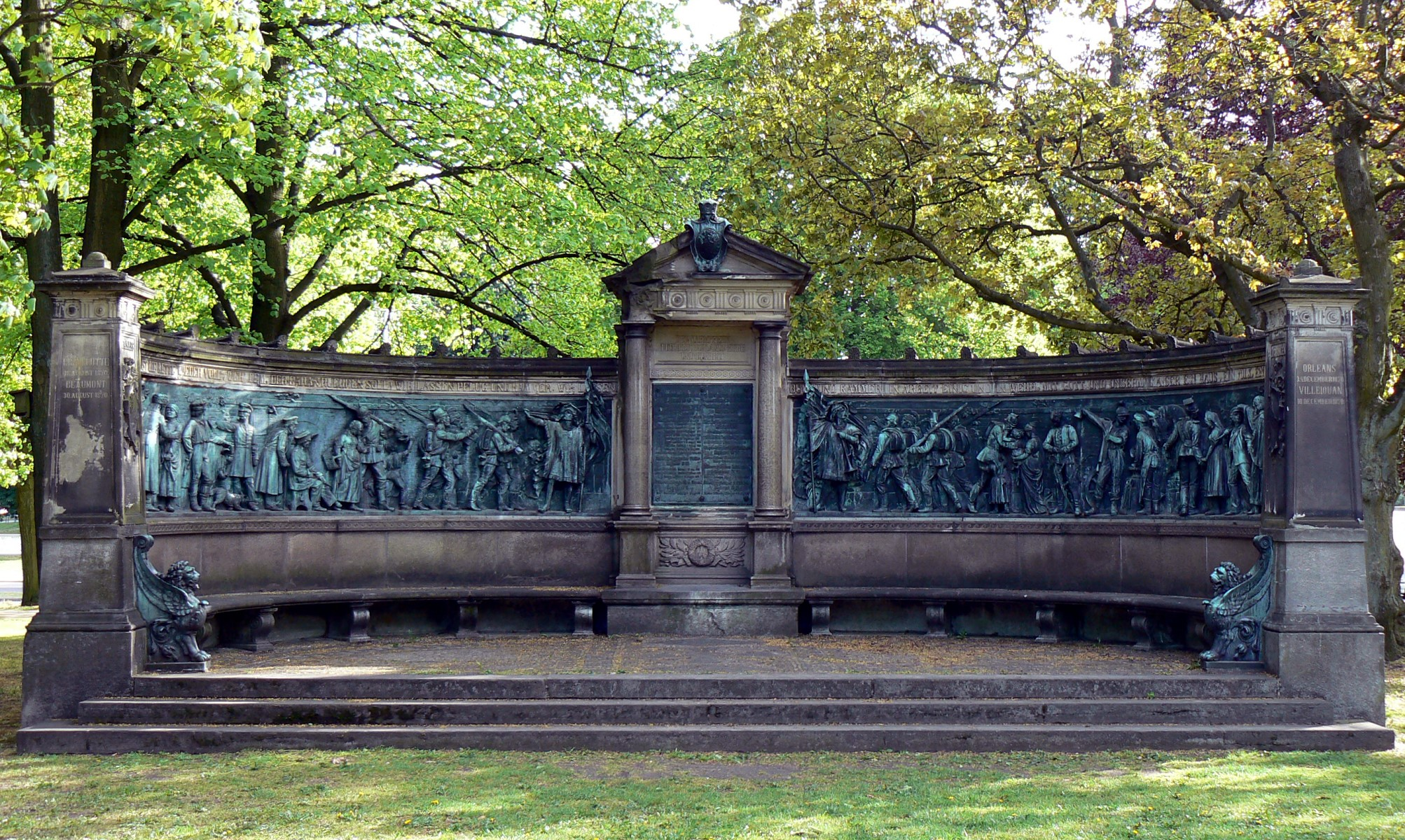
Monument aux morts de la Guerre de 1870-1871.

Le jardin du château de Kiel a été conçu comme un petit jardin de style Renaissance, en harmonie avec le château de Kiel, construit pour le duc Adolphe de Holstein-Gottorp de 1558 à 1568. La duchesse Frédérique-Amélie refait dessiner le jardin en style baroque en 1695, mais au fil du temps il est mal entretenu et in est transformé en jardin à l'anglaise au milieu du XIXe siècle. Après la Seconde Guerre mondiale, le jardin est totalement ravagé. La partie haute est plus tard transformée en parking pour la clinique universitaire. En 2007, les plates-bandes autour de la statue équestre sont réaménagées d'après les sources historiques. En 2010, les terrasses sont reconstruites. 

## Monuments
- Statue équestre de l'empereur Guillaume Ier par Adolf Brütt (1896)

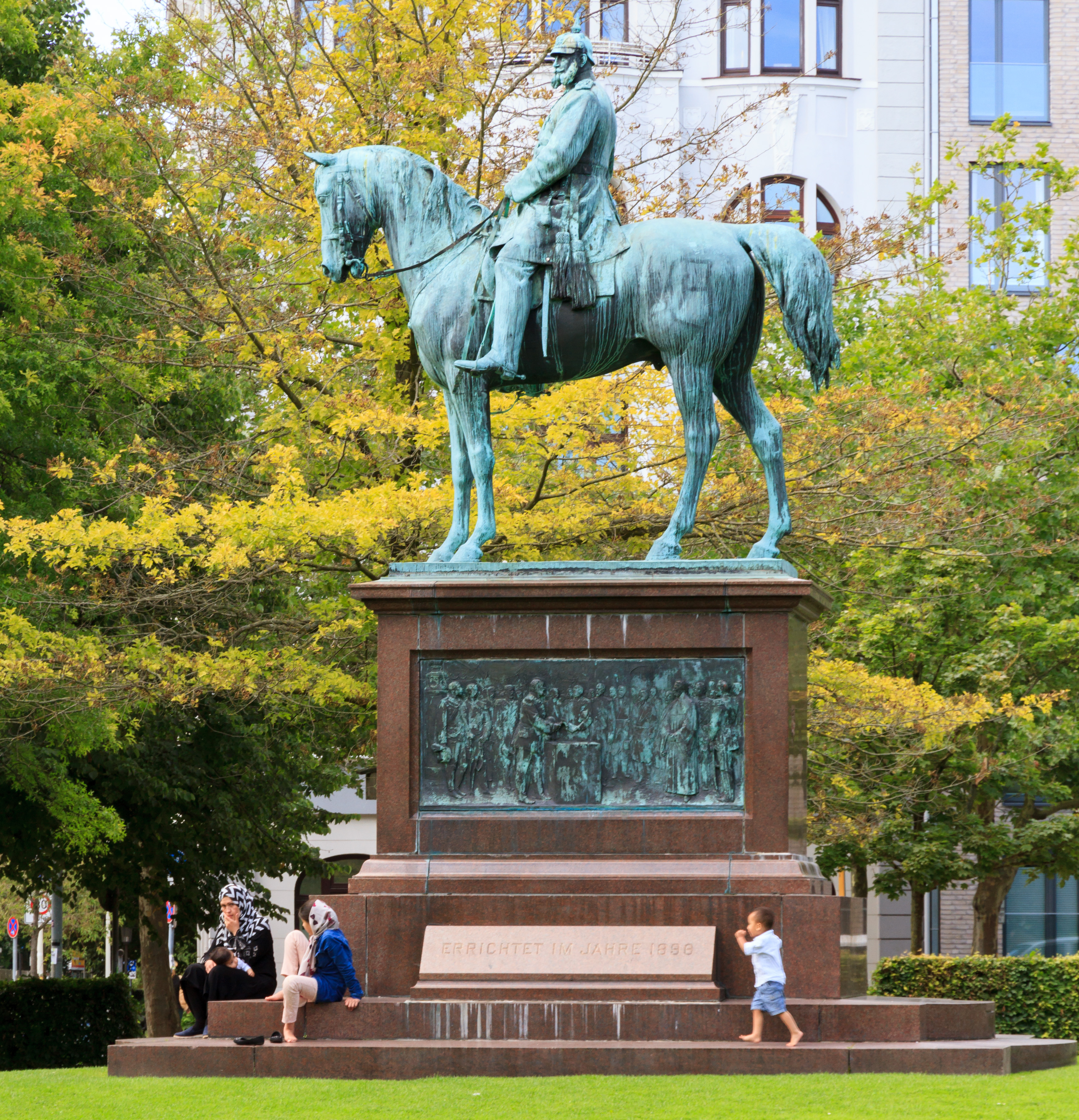
Statue équestre de Guillaume Ier.

- Monument aux morts de 26 citoyens de Kiel, morts pendant la Guerre de 1870-1871, érigé par étapes entre 1879 et 1905 selon les plans de l'architecte Heinrich Moldenschardt avec des sculptures de Rudolf Siemering.
- Monument aux morts rendant hommage aux étudiants de la Christian-Albrechts-Universität, tombés pendant la Première Guerre mondiale, érigé en 1931 par Gustav August Munzer.

## Jardin des sculptures
La partie Nord du jardin abrite depuis 1986 le jardin des sculptures de la Kunsthalle de Kiel. Il présente des œuvres de Bård Breivik, August Endell, Per Kirkeby, Alf Lechner, Bjørn Nørgaard, Karl Prantl (de) et James Reineking.

## Illustrations

Schlossgarten
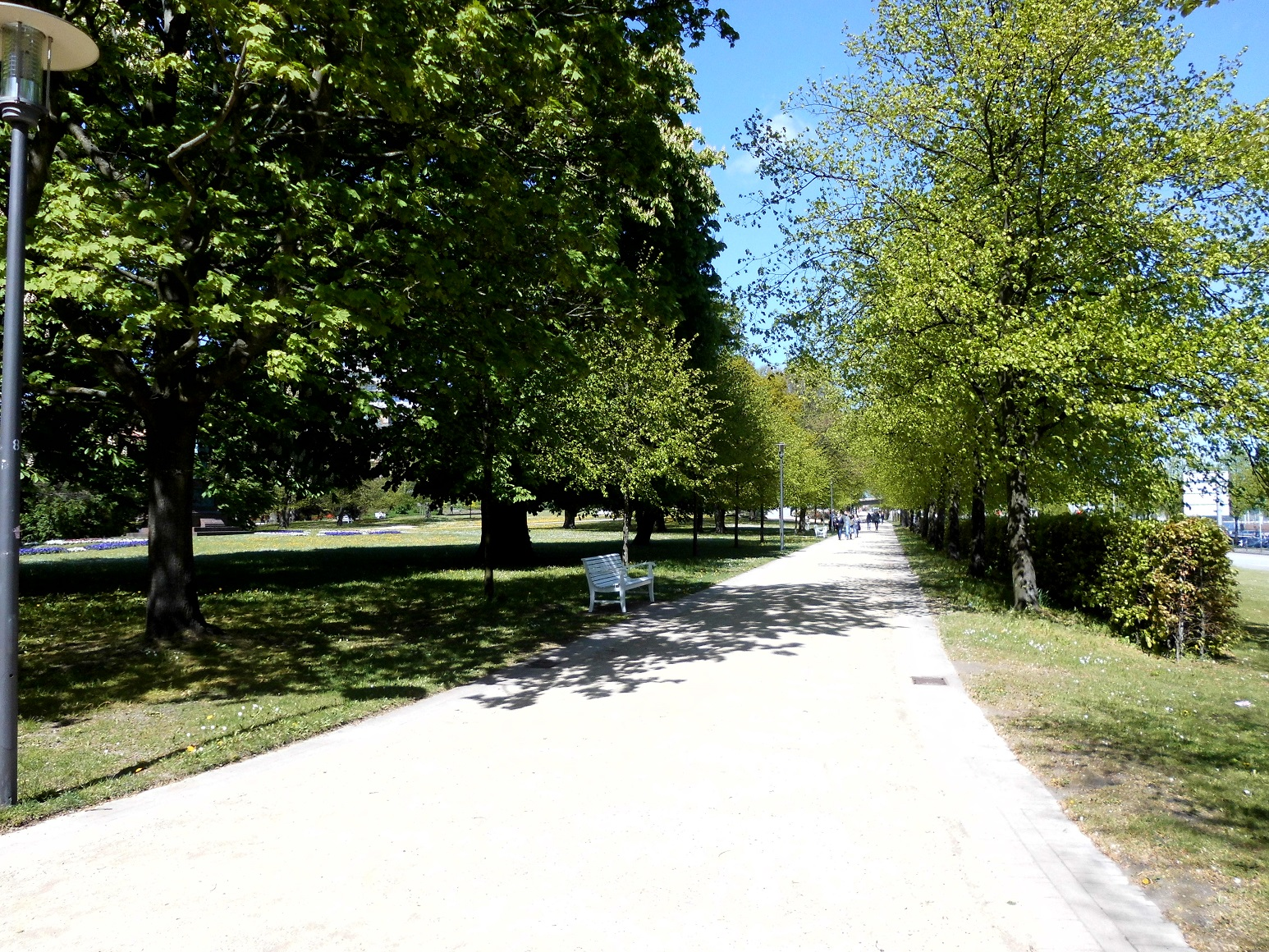
L'allée du Schlossgarten en 2015
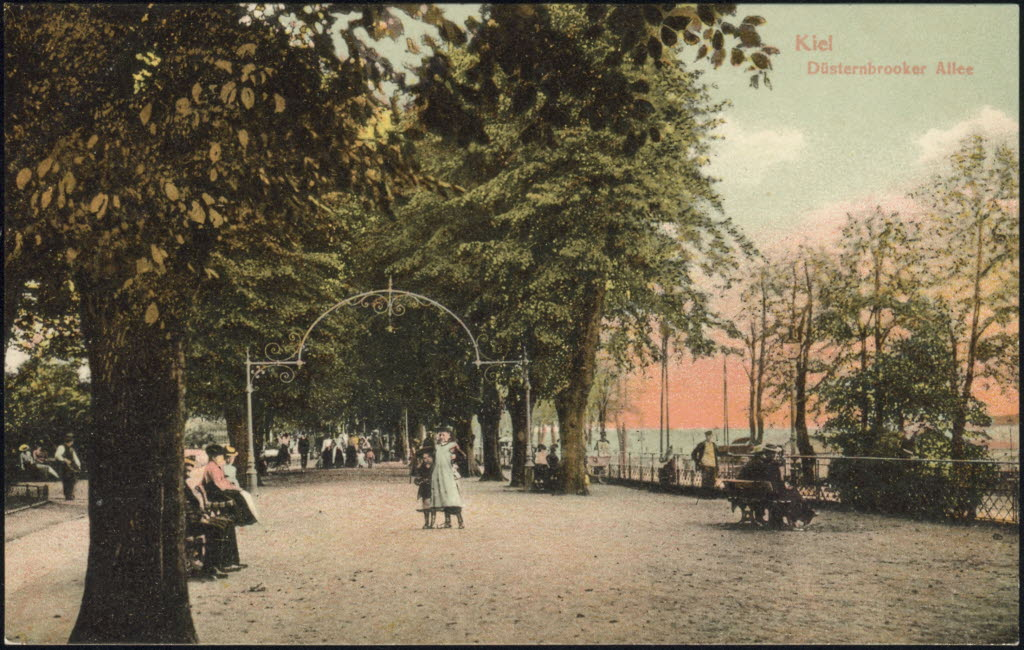
L'allée du Schlossgarten avec ses tilleuls (vers 1900)
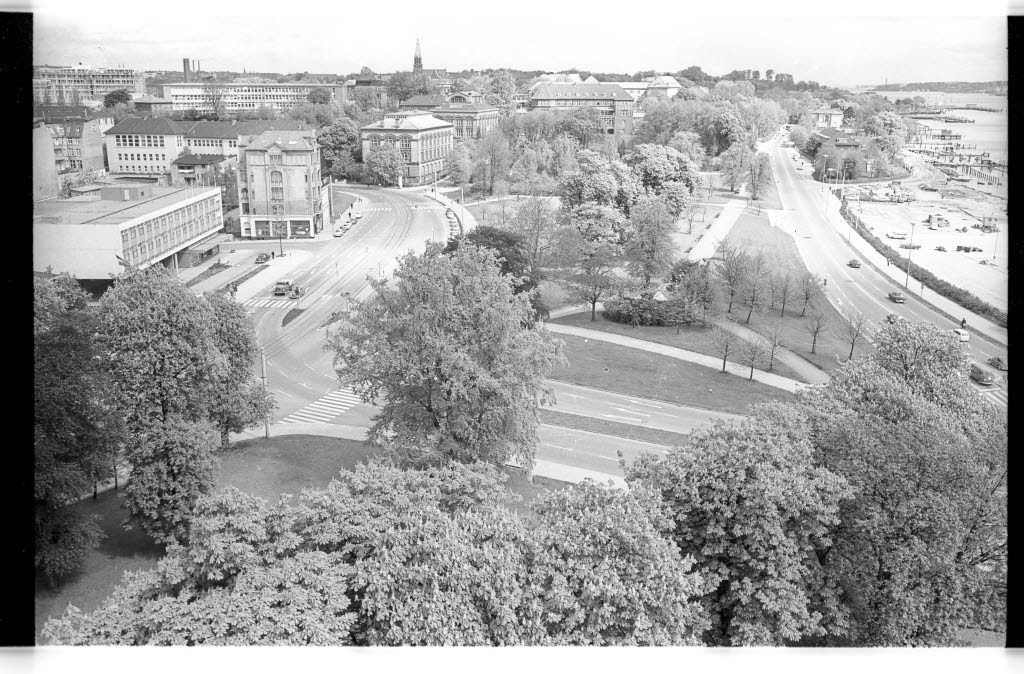
Le Schlossgarten en mai 1965
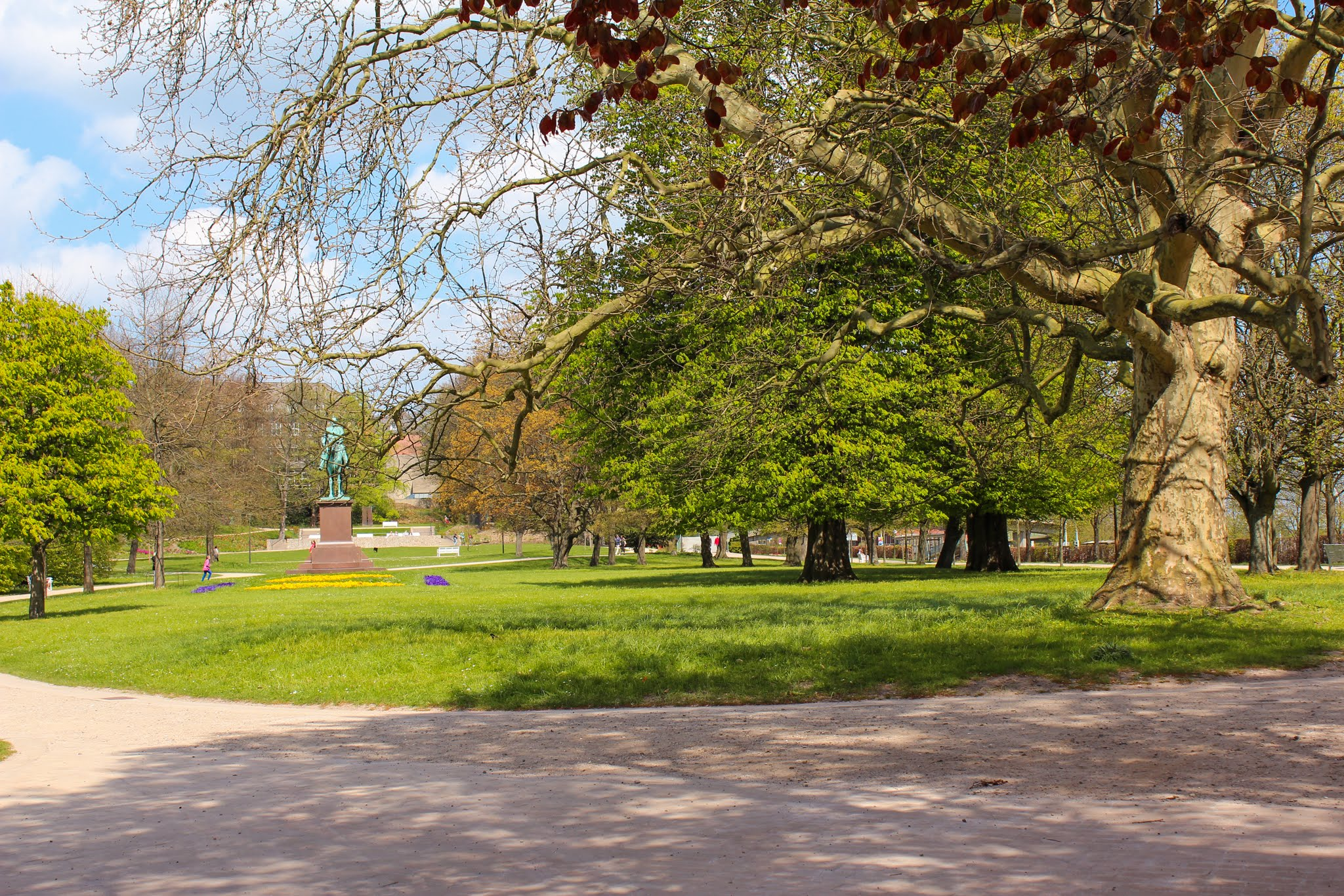
Le Schlossgarten en mai 2013
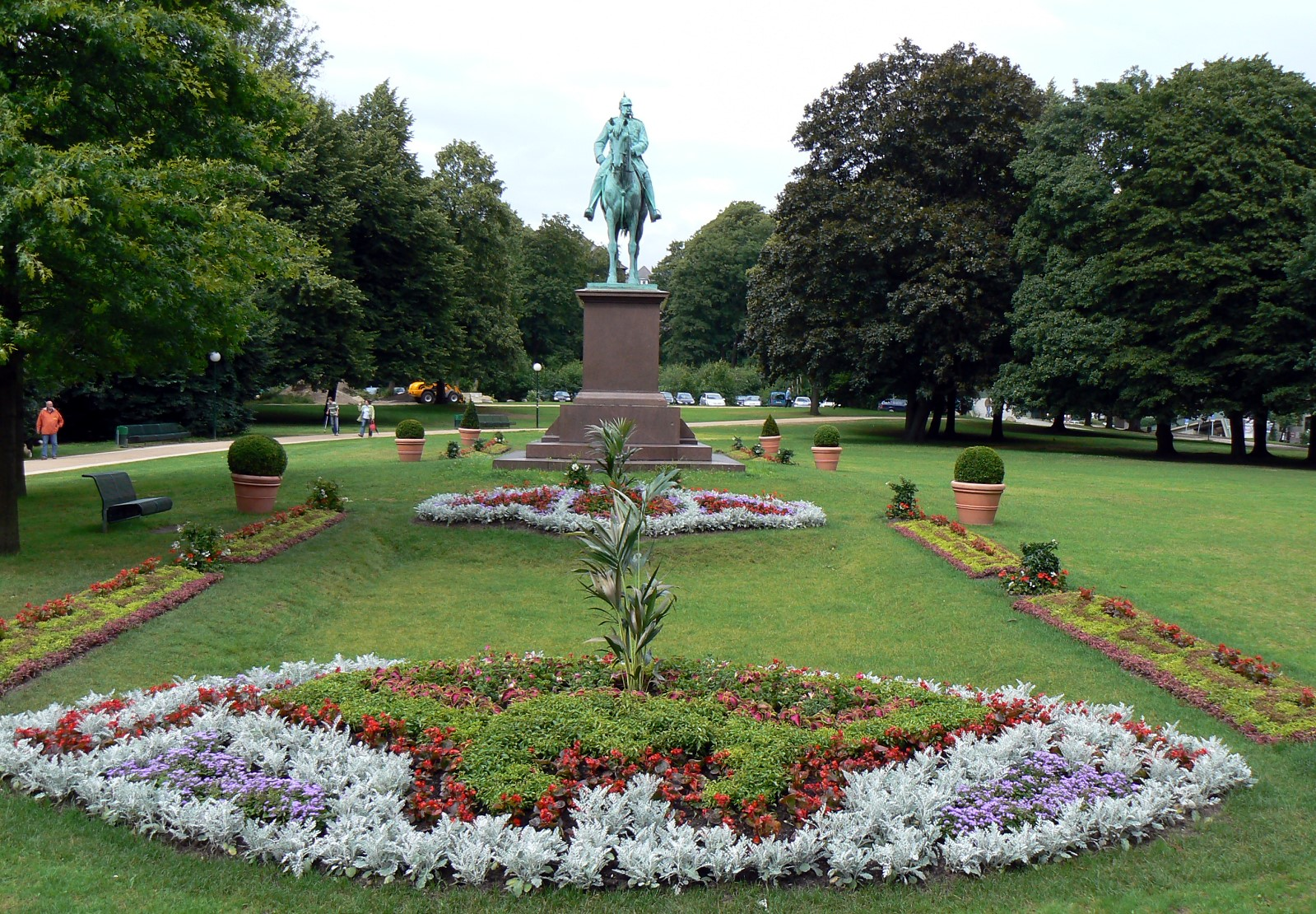
Statue équestre de Guillaume Ier

## Source de la traduction
- (de) Cet article est partiellement ou en totalité issu de l’article de Wikipédia en allemand intitulé « Schlossgarten (Kiel) » (voir la liste des auteurs).